# Paynesville (West-Australië)
Paynesville is een spookdorp in de regio Mid West in West-Australië.

## Geschiedenis
Begin 1898 vonden Tom Payne en ene Waldeck goud in de streek. In april dat jaar inspecteerde een landmeter de plaats en tekende een plan uit. De plaats werd eerst Paynton - of soms Fords naar een andere goudzoeker - genoemd. Lokale goudzoekers noemden het echter Paynesville en toen de plaats in 1900 officieel gesticht werd kreeg het die naam. Het zou naar Tom Payne zijn vernoemd.
De ertsverwerkingsmachine van Paynesville werd in 1904 naar Nunngarra verhuisd. De in 1910 geopende spoorweg tussen Mount Magnet en Black Range liep langs Paynesville. In de jaren 1920 was er terug enige bedrijvigheid op het goudveld. Van het dorp en de kleine goudmijnen in de omgeving blijft maar weinig over, enkel een kerkhof met een graf en wat verweerde machineonderdelen.
Eind jaren 1940 werd de spoorweg uit dienst genomen.

## Beschrijving
Het spookdorp maakt deel uit van het lokale bestuursgebied (LGA) Shire of Mount Magnet, waarvan Mount Magnet de hoofdplaats is.
Paynesville ligt ongeveer 655 kilometer ten noordoosten van de West-Australische hoofdstad Perth, 285 kilometer ten zuiden van Meekatharra en 90 kilometer ten noorden van het aan de Great Northern Highway gelegen Mount Magnet.

## Klimaat
Paynesville kent een warm woestijnklimaat, BWh volgens de klimaatclassificatie van Köppen.